# Hiện tượng thiên thể Stralsund 1665

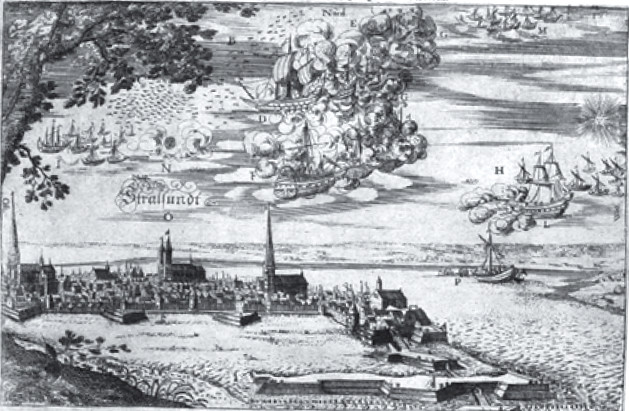
Tranh khắc năm 1665 mô tả về hiện tượng này.

Hiện tượng thiên thể Stralsund năm 1665 ám chỉ các báo cáo từ Stralsund, Pomerania thuộc Thụy Điển (nay là nước Đức) năm 1665 về những con tàu bay bất thường bị mọi người nhìn thấy trên bầu trời Stralsund, đôi khi được coi là UFO trong bối cảnh thời hiện đại. Những con tàu này theo như lời nhân chứng mô tả có màu xám đen hoặc màu "của Mặt Trăng mọc" và đôi khi được cho là bị mái vòm giống như cái mũ bao trùm cũng như có hình đĩa giống như một chiếc đĩa, thường được cho là bay ngang qua Nhà thờ St. Nicholas gần Biển Baltic rồi cứ lơ lửng như vậy cho đến tối.
Một số báo cáo mô tả những chiếc tàu này có đủ loại kích cỡ riêng biệt đang giao tranh lẫn nhau ngay trên bầu trời Biển Baltic, vốn được coi là điềm báo từ Chúa.